# Карабинівська загальноосвітня школа (Дніпропетровська область)
Карабинівська загальноосвітня школа І-ІІІ ступенів — україномовний навчальний заклад І-III ступенів акредитації у селі Карабинівка, Павлоградського району Дніпропетровської області.

## Загальні дані
Карабинівська загальноосвітня школа І-ІІІ ступенів розташована за адресою: вул. Миру, 17, село Карабинівка (Павлоградський район) — 51471, Україна.
Директор закладу — Знова Наталія Леонидівна вчитель математики вищої категорії. Педагогічне звання «Старший вчитель».
Мова викладання — українська.
Профільна направленість: Універсальний..  
Школа бере участь в регіональних та міжнародних освітніх програмах: Модернізація сільської освіти Дніпропетровщини..
У школі викладається спецкурс «Європейський  вибір України».
Карабинівська середня школа – єдина в сільській раді. Навчальний заклад розрахований на 400 учнів. В школі 11 навчальних кабінетів.
При школі діє екологічна бригада "Водограй".
В освітньому закладі функціонує міні-етномузей.